# Dajti
Dajti (albánsky Dajt nebo Mali i Dajtit) je pohoří nacházející se v centrální části Albánie, východně od hlavního města Tirany. Nejvýše položený bod leží v nadmořské výšce 1612 m. V zimě bývá hora často pokrytá sněhem a proto bývá atrakcí pro obyvatele Tirany, kteří se se sněhem setkávají zřídka. Pohoří Dajti je díky svému značnému výškovému rozdílu viditelné z centra Tirany a uzavírá horizont směrem na východ od albánské metropole.
Od roku 1966 je pohoří Dajti se svými lesy prohlášeno národním parkem. I přesto trpí místní lesy a údolí okolo cest zanášením odpadky. Odpadové hospodářství je v Albánii obecně značně problematické; v pohoří Dajti, které se nachází blízko hustě osídlené Tirany a několika horských hotelů je přirozeným místěm, kde bývají odpady nelegálně skládkovány.
Od roku 2005 je v provozu nová atrakce  - lanovka, zvaná „Dajti Ekspres“, která nabízí nádherný pohled z Dajti. Za jasného počasí je vidět dokonce i moře. Hora je součástí národního parku stejného jména.

## Fotogalerie

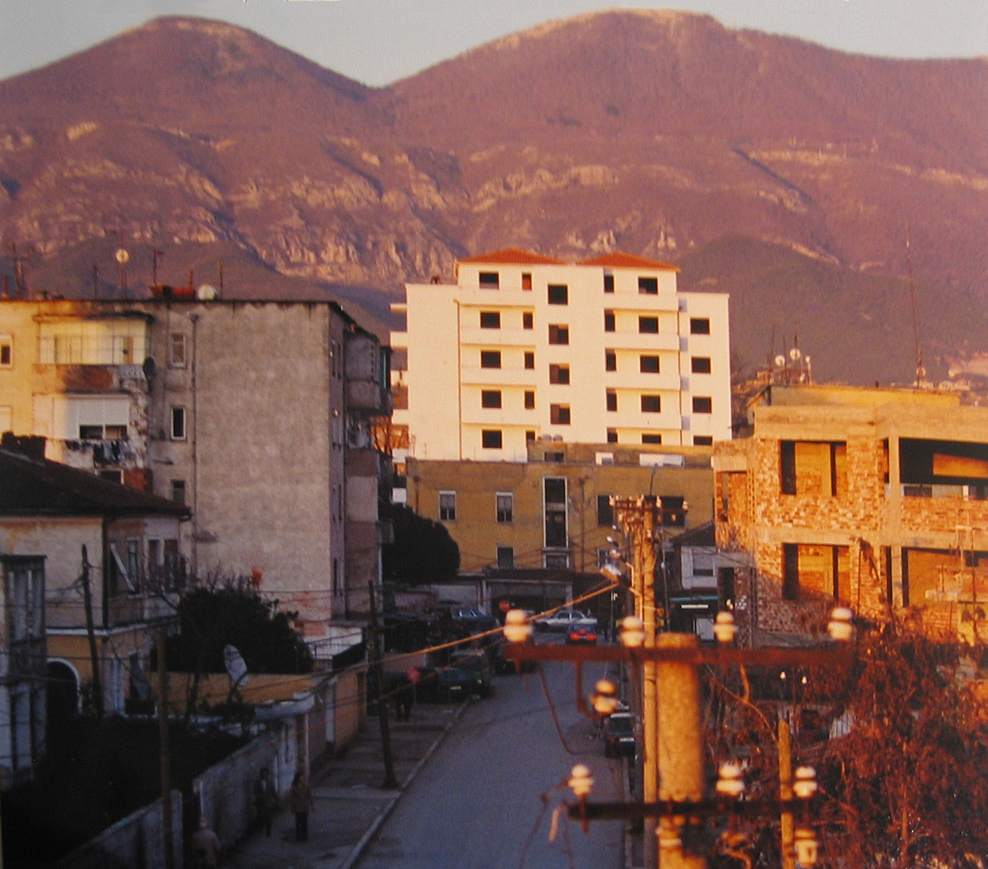
Dajti od Tirany
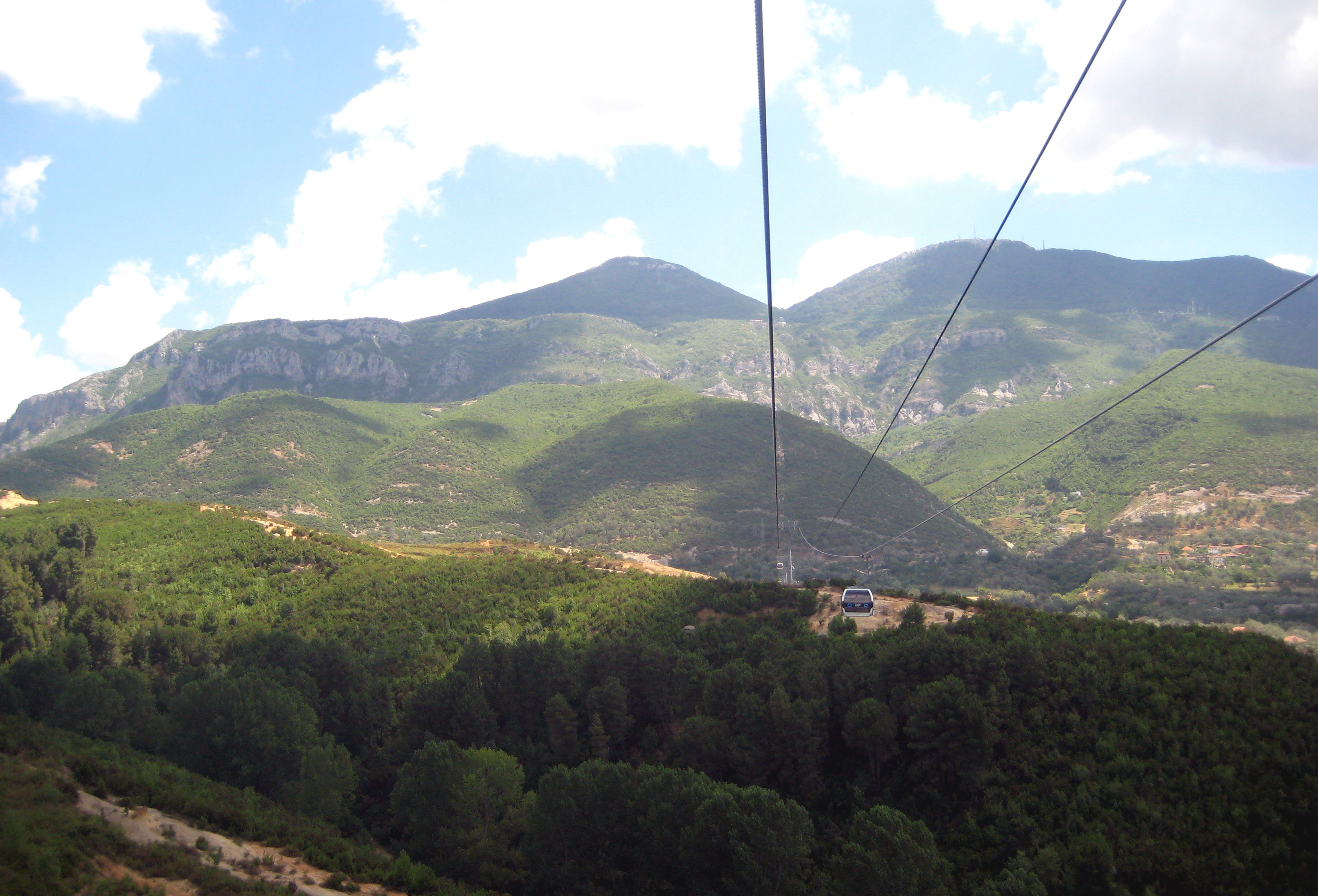
Lanovka na Dajti
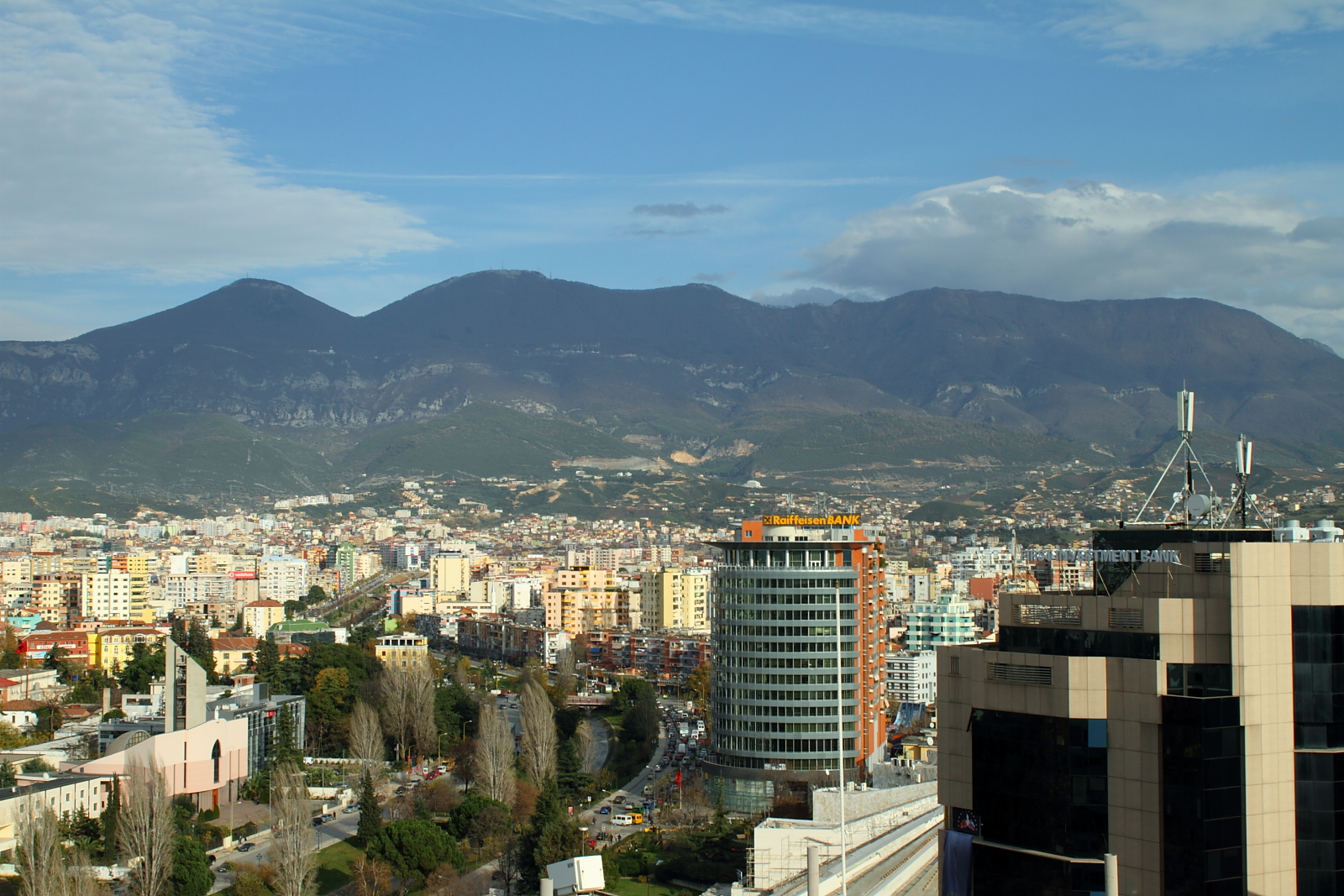
Tirana s Dajti